# 한국정보처리학회
한국정보처리학회는 1993년에 출범한 대한민국 IT 전문 학회 중의 하나이다.
한국정보처리학회는 컴퓨터와 관련된 정보처리산업이 대한민국의 기산업으로 인식됨에 따라 대한민국 정보처리 분야의 구조적인 취약점과 해결해야 할 문제점이 산재해 있는 상황에, 정보산업에 종사하고 있는 전문가와 관련 학자들이 한자리에 만나 자유롭게 그동안 쌓았던 경험과 지식 및 기술을 공유하며 연구 결과를 토론하기 위한 모임으로 자연스럽게 발전했다.